# Fanning Springs
Fanning Springs is een plaats (city) in de Amerikaanse staat Florida, en valt bestuurlijk gezien onder Gilchrist County en Levy County.

## Demografie
Bij de volkstelling in 2000 werd het aantal inwoners vastgesteld op 737.
In 2006 is het aantal inwoners door het United States Census Bureau geschat op 828, een stijging van 91 (12.3%).

## Geografie
Volgens het United States Census Bureau beslaat de plaats een oppervlakte van
9,6 km², waarvan 9,2 km² land en 0,4 km² water. Fanning Springs ligt op ongeveer 9 m boven zeeniveau.

## Plaatsen in de nabije omgeving
De onderstaande figuur toont nabijgelegen plaatsen in een straal van 24 km rond Fanning Springs.